# Figlia del vento
Figlia del vento (Jezebel) è un film del 1938 diretto da William Wyler. È noto anche col titolo La figlia del vento.
La sceneggiatura si basa sul lavoro teatrale Jezebel di Owen Davis che, presentato in prima a Broadway il 19 dicembre 1933, aveva avuto come interprete Miriam Hopkins.

## Trama
Nella New Orleans di metà XIX secolo, l'orgogliosa e ribelle Julie Marston entra in conflitto con la mentalità conservatrice dell'alta società locale. La sua apparizione al tradizionale ballo di debutto in un provocatorio scollato vestito rosso porta alla rottura del suo fidanzamento con Pres Dillard che, per quanto influenzato in senso modernista dalle frequentazioni della borghesia finanziaria e industriale del Nord, non riesce a sottrarsi alle pressioni del suo ambiente di origine.
Si ritroveranno un anno dopo nella residenza di campagna dei Marston mentre in città infuria Yellow Jack, la febbre gialla. Ma, al ricevimento organizzato da Julie nella certezza di poter riconquistare il perduto amore, la giovane viene a sapere del suo matrimonio con Amy, una sobria ragazza newyorkese. I suoi successivi intrighi porteranno all'uccisione in duello dell'amico Cantrell per mano del fratello di Pres. Julie espierà la sua colpa ottenendo da Amy di poter accompagnare Pres, che nel frattempo è stato contagiato dall'epidemia, nel lazzaretto dell'Isola dei lebbrosi.

## Produzione
Le riprese del film, prodotto dalla Warner Bros., iniziarono il 25 ottobre 1937 e durarono fino al 17 gennaio 1938. Il girato fu completato il 4 febbraio con alcune scene aggiunte.

## Distribuzione
Il copyright del film, richiesto dalla Warner Bros. Pictures, Inc., fu registrato il 26 gennaio 1938 con il numero LP7936.

### Edizione italiana
Per la prima messa in onda TV, avvenuta a metà anni settanta all'interno di un ciclo dedicato a William Wyler, tutti i primi film di questo regista, da Ambizione a I migliori anni della nostra vita, furono ridoppiati (ad eccezione di Ombre malesi e La signora Miniver), compreso Figlia del vento il cui doppiaggio d'epoca fu dichiarato disperso a causa di un incendio. Al pari, però, de La voce nella tempesta, altri canali televisivi successivamente hanno riportato alla luce i relativi doppiaggi d'epoca.

## Premi e riconoscimenti
- 1939 - Premio Oscar
  - Miglior attrice protagonista a Bette Davis
  - Miglior attrice non protagonista a Fay Bainter
  - Candidatura Miglior film alla Warner Bros.
  - Candidatura Migliore fotografia a Ernest Haller
  - Candidatura Miglior colonna sonora a Max Steiner
- 1938 - National Board of Review Award
  - Migliori dieci film
- 1938 - Festival di Venezia
  - Menzione Speciale a William Wyler
  - Candidatura Coppa Mussolini a William Wyler

Nel 2009 è stato scelto per essere conservato nel National Film Registry della Biblioteca del Congresso degli Stati Uniti.